# چغا آهوان
چغا آهوان مربوط به دوران پیش از تاریخ ایران باستان است و در مهران، شرق جاده ایلام به مهران واقع شده و این اثر در تاریخ ۱۰ مهر ۱۳۸۰ با شمارهٔ ثبت ۳۹۸۶ به‌عنوان یکی از آثار ملی ایران به ثبت رسیده است.